# Petes Pillar
Petes Pillar är en bergstopp i Antarktis. Den ligger i Sydshetlandsöarna. Argentina, Chile och Storbritannien gör anspråk på området.
Terrängen runt Petes Pillar är kuperad västerut, men norrut är den platt. Havet är nära Petes Pillar åt sydost. Trakten är glest befolkad. Närmaste befolkade plats är Gabriel de Castilla Spanish Antarctic Station, 7,3 kilometer väster om Petes Pillar. 